# Австрийская социальная служба
Австрийская социальная служба является альтернативой австрийской военной службе. Социальная служба поддерживает социальное и экономическое развитие страны и осуществляется через партнерские организации.
Организация альтернативной службы за границей предлагает 32 партнерские организации с 69 местами для социальной службы (данные на январь 2004). Организация альтернативной службы является самой большой организацией в Австрии, предоставляющей возможность альтернативной службы за границей.
Организация была основана политологом доктором Андреасом Майслингером (Инсбрук, Тироль, Австрия).
Альтернативная служба за границей (Auslandsdienst) проводится в трех областях:  Австрийская служба памяти жертв Холокоста, Австрийская социальная служба и Австрийская служба делу мира.
Существуют проекты для детей, живущих на улицах, образовательные проекты для детей из сел, проекты для пожилых людей и для людей инвалидов. Есть также проекты медицинской помощи и проекты обеспечения людей медикаментами и помощь людям нетрадиционных сексуальных ориентаций.
В России организация сотрудничает с социальным центром «ГУ СРЦ Вера» в Санкт-Петербурге. Задачи этого центра (между прочим): проекты для бездомных детей.

## Места организации
Аргентина
- Буэнос-Айрес — Centro de Atencion Integral a la Ninez y Adolescencia

 Бельгия
- Брюссель — European Disability Forum

 Босния и Герцеговина
- Сараево — Phoenix Initiative

 Бразилия
- Алагоиньяс — Associacao Lar Sao Benedito
- Lauro de Freitas — Centro Comunitario Cristo Libertador
- Петрополис — Casa Stefan Zweig

 Китай
- Цицикар — China SOS Children’s Village Association

 Чили
- Сантьяго — CTD Galvarino — Sename

 Коста-Рика
- La Gamba — Field Station La Gamba
- Puntarenas — Finca Sonador — Asociaicón de Cooperativas Europeas Longo Mai
- Puntarenas — Unaproa (UNAPROA)
- San Isidro — Asociación Vida Nueva

 Германия
- Марбург — Terra Tech

 Англия
- Лондон — Royal London Society for the Blind

 Габон
- Lambaréné — Albert Schweitzer Hospital

 Гватемала
- Кесальтенанго — Instituto de Formacion e Investigacion Municipal,
- Санта Росита — Casa Hogar Estudiantil ASOL

 Индия
- Ауровиль — Auroville Village Action Group (AVAG)
- Дхарамсала — Nishtha- Rural Health, Education and Environment Center
- Дхарамсала — Tibetan Children´s Village
- Дхарамсала — Tibetan Welfare Office
- Керала — Mata Amritanandamayi Mission

 Израиль
- Иерусалим — St. Vinzenz-Ein Karem

 Кения
- Найроби — Kenia Water for Health Organisation

 Мексика
- Место в сооружении

 Никарагуа
- Гранада — Fundación Casa de los tres mundos
- Кондега — La Fraternidad

 Норвегия
- Осло — Jodisk Aldersbolig

 Пакистан
- Лахор — SOS children villages Pakistan
- Лахор — proLoka Pakistan

 Перу
- Хуанкао — Teilorganisation des peruanischen Gesundheitsministeriums (Stelle in Huancaco)
- Лима — Centro de Información y Educación para la Prevención del Abuso de Drogas (CEDRO)

 Польша
- Краков — Polish Humanitarian Organisation

 Румыния
- Яссы — Nădejdea Copiilor din România

 Россия
- Москва — Детские деревни SOS
- Москва — Центр социального развития и самопомощи Перспектива
- Москва — Доброе дело
- Санкт-Петербург — ГУ СРЦ Вера

 Уганда
- Форт-Портал — Mountains of the moon University (MMU)
- Kabale — Diözese Kabale — Bishops House

 Венгрия
- Будапешт — European Roma Rights Centre

 США
- Нью-Йорк — Gay Men’s Health Crisis

 Беларусь
- Минск — Belarussian Children’s Hospice
- Минск — 'Dietski dom no. 6' — Kinderheim no.6
- Минск — Kindergarten for Children with Special Needs